# Sławomir Lewandowski
Sławomir Lewandowski (ur. 13 czerwca 1949 w Gorzowie Wielkopolskim, zm. 7 października 2010 w Warszawie) – polski aktor filmowy i teatralny.

## Życiorys
W latach 1966–1967 studiował na Wydziale Aktorskim łódzkiej Państwowej Wyższej Szkoły Filmowej Telewizyjnej i Teatralnej im. Leona Schillera. W 1973 ukończył filologię romańską na Uniwersytecie im. Adama Mickiewicza w Poznaniu. W czasie studiów związany był z teatrami studenckimi „Paradoks-bis” i „Nurt”. W tym ostatnim był m.in. wykonawcą roli hrabiego Szarma w prapremierze „Operetki” Witolda Gombrowicza. Po studiach podjął pracę jako adept w teatrach zawodowych. Był związany z teatrami: kaliskim, gnieźnieńskim, gdańskim i toruńskim. Przez ok. 25 lat występował na deskach teatru gdyńskiego.
W teatrze zadebiutował w 1973 rolą w spektaklu pod tytułem „Ech, jabłuszko” Zbigniewa Adriańskiego wyreżyserowanym przez Marię Straszewską. Trzy lata później w Warszawie zdał egzamin eksternistyczny.
Zmarł 7 października 2010 w wieku 61 lat.

## Filmografia
- Zmartwychwstanie Jana Wióro (1982)
- Penelopy (1988)
- Lokatorzy (2002), jako Henryk
- Sąsiedzi (2004–2007)

## Spektakle teatru telewizji
- Krystyna (1980) jako Szambelan,
- Księga Krzysztofa Kolumba (1992) jako król Ferdynand,
- Inka 1946 (2006) jako fotograf,
- O prawo głosu (2008) jako brytyjski oficer.